# Pittsburg, Kansas
Pittsburg är en stad i Crawford County i delstaten Kansas, USA med 19 243 invånare (2000).